# Etulia (stație c.f.), Găgăuzia
Etulia (stație de cale ferată) (în găgăuză: Tülüküü, demir yolu) este un sat-stație de cale ferată din cadrul comunei Etulia din Unitatea Teritorială Autonomă Găgăuzia, Republica Moldova.

## Demografie

### Structura etnică
Structura etnică a localității conform recensământului populației din 2004:
| Grup etnic                    | Populație | % Procentaj |
| ----------------------------- | --------- | ----------- |
| Găgăuzi                       | 280       | 83,09%      |
| Băștinași declarați Moldoveni | 46        | 13,65%      |
| Ruși                          | 6         | 1,78%       |
| Ucraineni                     | 3         | 0,89%       |
| Bulgari                       | 2         | 0,59%       |
| Total                         | 337       | 100%        |